# Rolls-Royce Welland
Rolls-Royce RB.23 Welland byl první britský proudový motor, který vstoupil do výroby. Stalo se tak roku 1943 pro letoun Gloster Meteor. Jméno Welland nesl podle řeky Welland, protože firma Rolls-Royce měla ve zvyku dávat proudovým motorům názvy podle jmen řek.
Motor původně vyvinul tým Franka Whittlea Power Jets a byl známý jako W.2 - Whittleova druhá konstrukce a první určená pro případnou výrobu. Power Jets spolupracovali s firmou Rover kde jej označili jako W.2B/23. Vztah mezi společnostmi byl napjatý kvůli neschopnosti Roveru dodávat pracovní součásti a byl přerušen, když se Whittle dozvěděl, že tým inženýrů Roveru vedený Adrianem Lombardem a Johnem Herriotem navrhl vlastní verzi W.2B/26. Rover roztrpčený Whittleyem předal projekt firmě Rolls-Royce, kam se z oddělení turbodmychadel připojil konstruktér Stanley Hooker. Hookerovy zkušenosti konstrukce odstředivých kompresorů spolu s vylepšenými kovovými materiály a spalovacími systémy vrátily motor zpět a brzy vstoupil do výroby.
Welland byl však používán jen krátkou dobu. Hooker pokračoval s vývojem verze W.2B/26, která vynikala lepším rozložením součástí. Ta brzy vstoupila do výroby jako Rolls-Royce Derwent s vyšším tahem a letounům Meteor vybavených motorem Welland byly motory vyměněny nebo byly vyřazeny. 

## Specifikace (Welland)

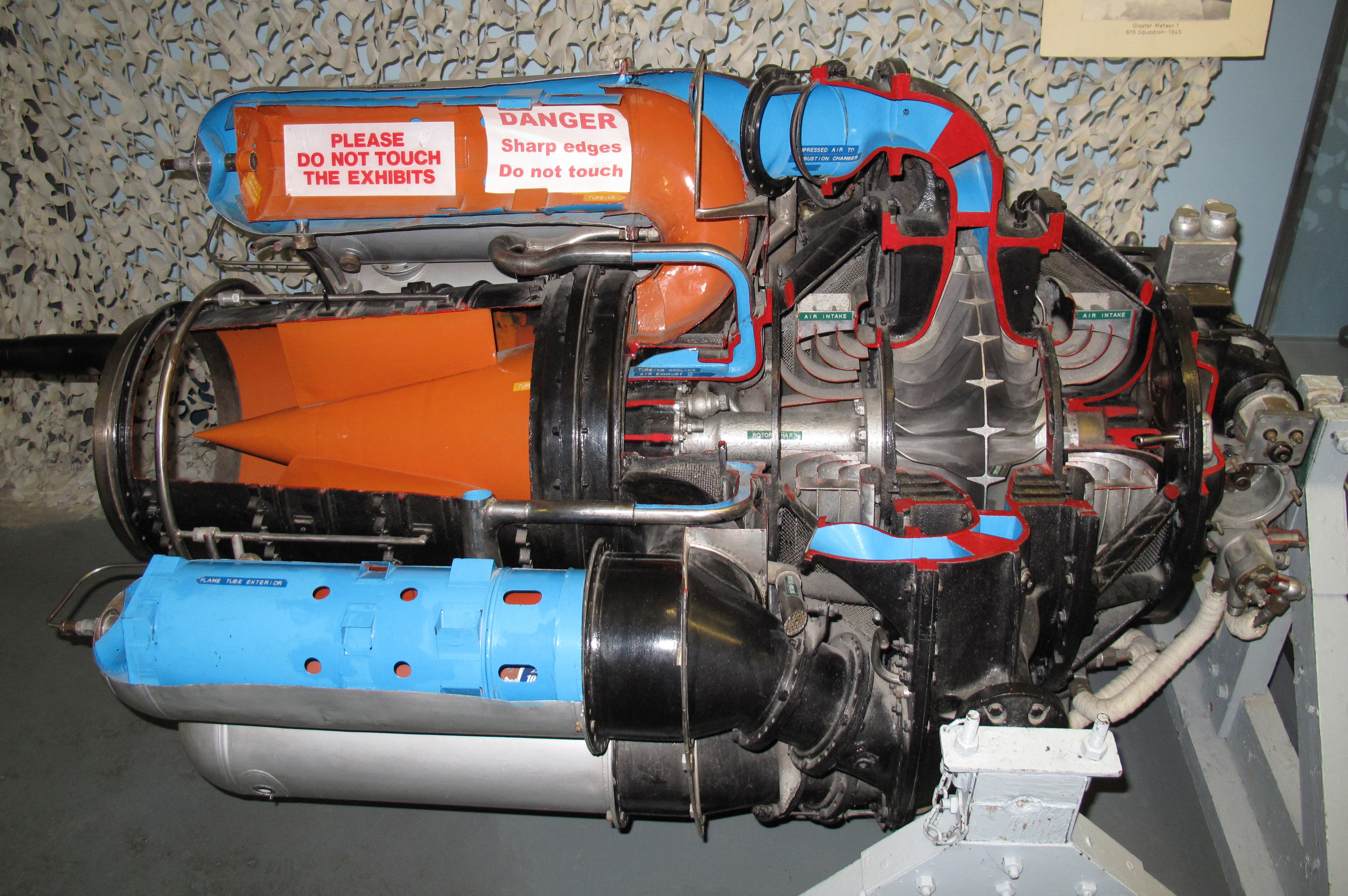
Motor Welland v řezu

### Technické údaje
- Typ: proudový motor s odstředivým kompresorem
- Průměr: 1 092,2 mm
- Délka: 1 574,8 mm
- Hmotnost suchého motoru: 385,6 kg

### Součásti
- Kompresor: jednostupňový oboustranný radiální kompresor
- Spalovací komora: trubková
- Turbína: jednostupňová axiální
- Palivo:  Kerosin (R.D.E.F./F/KER)

### Výkony
- Maximální tah: 1 600 lbf (7,1 kN) při 16 000 ot./min.
- Teplota plynů před turbínou: 650 °C
- Měrná spotřeba paliva: 0,1141 kg/kN/hr
- Poměr tah/hmotnost: 0,0185 kN/kg